# 月輪村
月輪村（つきのわむら）は福島県耶麻郡にかつて存在した村である。

## 地理
現在の猪苗代町の南東部に位置する。
村は猪苗代湖の東岸に位置する。

## 歴史

### 村域の変遷
- 1889年（明治22年）4月1日 - 町村制施行により、中小松村・金田村・関都村・壺楊村・山潟村が合併し耶麻郡月輪村が発足。
- 1955年（昭和30年）3月1日 - 月輪村は猪苗代町・翁島村・千里村・吾妻村が合併し猪苗代町が発足。月輪村は消滅。

変遷表
| 1868年 以前 | 1868年 以前 | 明治8年  | 明治22年 4月1日 | 昭和30年 3月1日 | 現在     |
| ----------- | ----------- | -------- | --------------- | --------------- | -------- |
|             | 中目村      | 中小松村 | 月輪村          | 猪苗代町        | 猪苗代町 |
|             | 小平潟村    | 中小松村 | 月輪村          | 猪苗代町        | 猪苗代町 |
|             | 松橋村      | 中小松村 | 月輪村          | 猪苗代町        | 猪苗代町 |
|             | 金曲村      | 金田村   | 月輪村          | 猪苗代町        | 猪苗代町 |
|             | 夷田新田村  | 金田村   | 月輪村          | 猪苗代町        | 猪苗代町 |
|             | 壺下村      | 壺楊村   | 月輪村          | 猪苗代町        | 猪苗代町 |
|             | 楊枝村      | 壺楊村   | 月輪村          | 猪苗代町        | 猪苗代町 |
|             | 関脇村      | 関都村   | 月輪村          | 猪苗代町        | 猪苗代町 |
|             | 都沢村      | 関都村   | 月輪村          | 猪苗代町        | 猪苗代町 |
|             | 山潟村      |          | 月輪村          | 猪苗代町        | 猪苗代町 |

## 大字
- 中小松（なかこまつ）
- 金田（かねだ）
- 関都（せきと）
- 壺楊（つぼよう）
- 山潟（やまがた）

## 人口・世帯

### 人口
総数 [単位： 人]
| 1889年（明治22年） | 2,659 |
| 1907年（明治40年） | 3,048 |
| 1920年（大正 9年） | 3,049 |
| 1947年（昭和22年） | 4,150 |

### 世帯
総数 [単位： 世帯]
| 1920年（大正 9年） | 472 |
| 1947年（昭和22年） | 635 |

## 交通（廃止直前）

### 鉄道
- 日本国有鉄道（ → 東日本旅客鉄道）
  - ■磐越西線
    - 上戸駅 - 関都駅

### 道路
- 二級国道
  - 国道115号（ → 国道49号）